# Aichi B7A Ryusei
O Aichi B7A Ryusei (também conhecido pelos aliados por “Grace”) foi uma grande e poderosa aeronave japonesa, desenhada para operar a partir de um porta aviões e realizar missões de bombardeamento e lançamento de torpedos antinavio. Foi produzida pela Aichi Kokuki KK para a Marinha Imperial Japonesa, o ramo naval do Império do Japão durante a Segunda Guerra Mundial. Construída em pequena quantidade e privada de um porta-aviões capaz de a transportar e a partir do qual poderia operar, esta aeronave teve poucas oportunidades para se distinguir em combate, antes da guerra terminar em Agosto de 1945.

## Características
Essencialmente, o Aichi B7A Ryusei foi um avião monomotor, monoplano e com dois lugares. Um dispositivo dorsal permitia à aeronave transportar um único torpedo de 800 quilogramas, ou uma bomba de peso equivalente. Adicionalmente, o avião estava equipado com dois canhões de 20 milímetros, um em cada asa, e um canhão de 7.92 mm ou 13 mm montado atrás, que era usado por um atirador, dando ao avião algum poder defensivo.
A aeronave era alimentada por um motor Nakajima NK9C Homare de 18 cilindros, um motor radial a pistão, com uma velocidade máxima de 567 km/h e um alcance de 3038 quilómetros, até um tecto máximo de 11 250 metros. O motor tinha quatro hélices.

## História Operacional
Em Junho de 1944, o porta-aviões “Taiho”, o único porta-aviões da Marinha Imperial Japonesa grande o suficiente para operar o B7A Ryusei, foi afundado durante a Batalha do Mar das Filipinas, antes de haver sequer unidades suficientes construídas para ocupar todo o porta-aviões. Depois deste evento, o B7A foi relegado a operar a partir de bases aéreas. Os japoneses ainda conseguiram construir mais um porta-aviões capaz de operar o B7A, o porta-aviões “Shinano”, porém foi afundado por um submarino norte-americano em Novembro de 1944, apenas 10 dias depois de ter iniciado serviço.